# 1902 en Bretagne
 Chronologie de la Bretagne
- 1898
- 1899
- 1900
- 1901
- 1902
- 1903
- 1904
- 1905
- 1906

Cette page recense des événements qui se sont produits durant l'année 1902 en Bretagne.

## Société

### Faits sociétaux

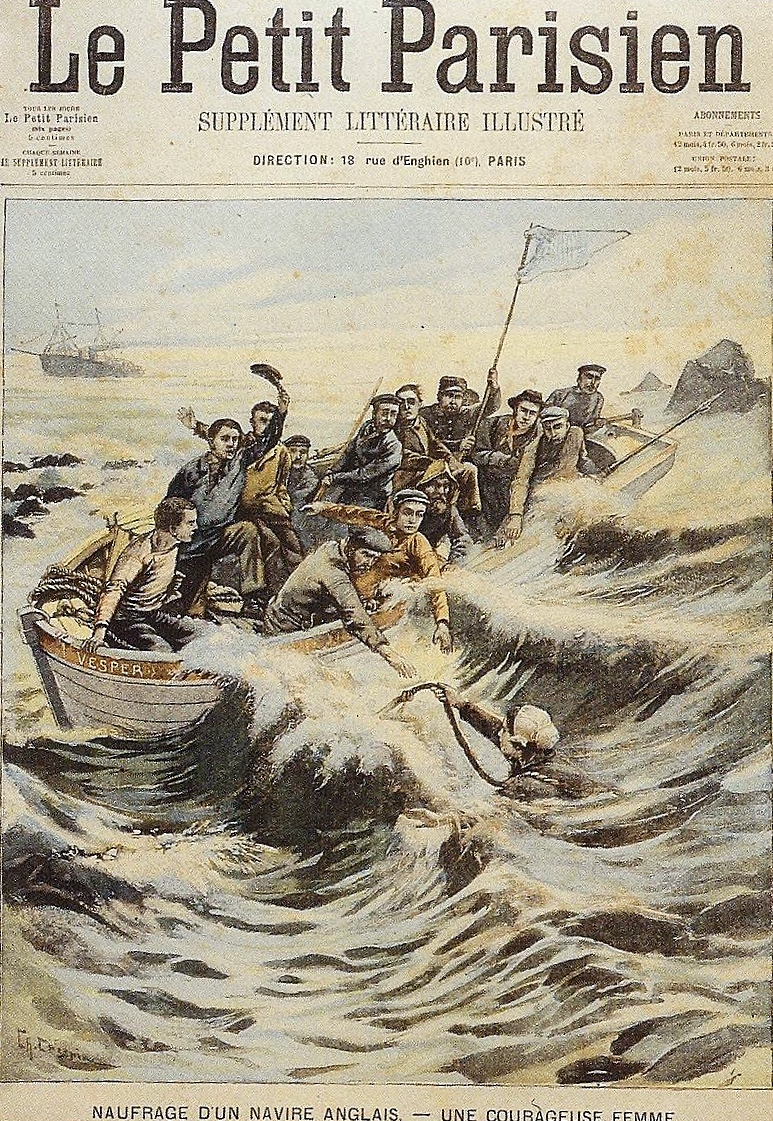
Dessin publié à la une du journal Le Petit Parisien du 22 novembre 1903 illustrant l'héroïque sauvetage réalisé à Ouessant par Rose Héré.

- Nuit du 1er -2 novembre : Rose Héré, habitante d'Ouessant, sauve 14 marins du cargo Vesper.

### Naissance
- 21 avril à Brest : Georges Chaperot, scénariste français

### Décès
- 3 juin : Camille Bernier, né à Colmar, peintre qui a vécu principalement à Kerlagadic en Saint-Méen. Ses œuvres portent essentiellement sur la Bretagne[1].

## Économie

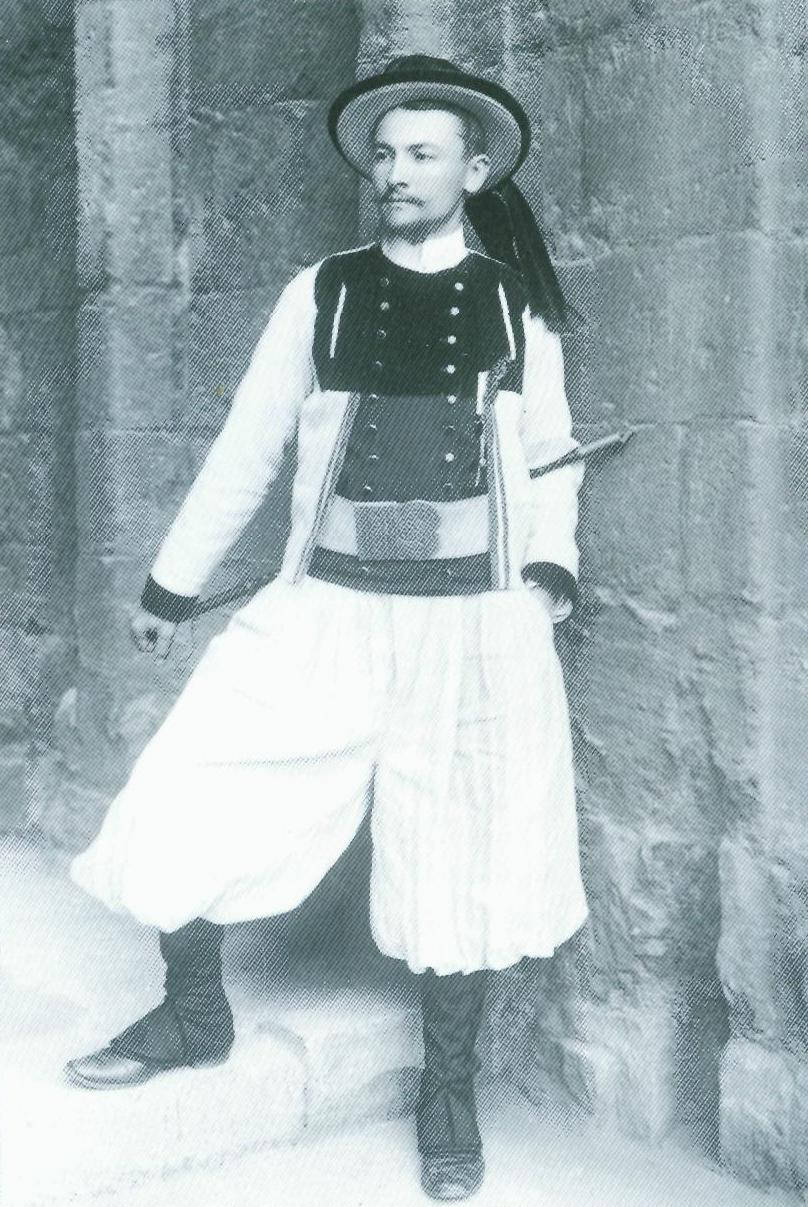
François Jaffrennou.

## Culture
- Le Bro gozh ma zadoù, écrit par François Jaffrennou à partir de l'hymne gallois Hen Wlad fy Nhadau, est reconnu par le Gorsedd de Bretagne à Carnac comme hymne national breton[2].

### Langue bretonne
- 29 septembre : Une circulaire du président du Conseil Émile Combes, également ministre de l'Intérieur et des Cultes,  interdit les sermons en breton dans les églises de Basse-Bretagne[3],[4].

## Sports

### Football
- 6 avril : Création du comité régional de Bretagne de l'Union des sociétés françaises de sports athlétiques.